# Ljudi iz Crvenojelenje špilje
Ljudi iz Crvenojelenje špilje su  prapovijesna populacija ljudi koji se klasificiraju kao Homo sapiens sapiens. Fosili ove populacije pronađeni su u Crvenojelenjoj špilji i špilji Longlin u Kini i datirani su na 14 500 do 11 500 godina starosti. Imali su kombinaciju arhajskih i modernih anatomskih karakteristika, i stoga su isprva bili klasificirani kao odvojena populacija od modernih ljudi, dok analiza genoma 2022. nije pokazala da oni pripadaju modernim ljudima. U špilji su pronađeni dokazi lova i termičke obrade velikih jelena što je i dalo ime ovoj populaciji.

## Otkriće
Godine 1979. pronađeni su fosilizirani dijelovi ljudske lubanje u špilji Longlin u kineskoj pokrajini Guangxi Zhuang. Još fosilnih ostataka ljudskih kostura iste vrste pronađeno je kasnije u Crvenojelenjoj špilji (kineski: Maludong) u pokrajini Yunnan. Fosili stanovnika Crvenojelenje špilje datirani su radiometrijskom metodom mjerenja izotopa ugljika 14 u naslagama drvenog ugljena u nalazištu i starost im je procijenjena na 14 500 i 11 500 godina. U doba postojanja ove populacije, sve su prapovijesne vrste ljudi, uključujući i neandertalca već izumrle. Ljudi iz Crvenojelenje špilje su stoga i recentniji od Homo floresiensisa (tzv. "Hobita") čija je starost procijenjena na 50 000 godina.

## Anatomija
Usprkos relativno recentnom postojanju, fosili ovih ljudi imaju anatomske karakteristike primitivnijih ljudi. Anatomske karakteristike stanovnika Crvenojelenje špilje razlikuju se od onih modernih ljudi po plosnatom licu, širokom nosu, izbočenoj donjoj čeljusti bez izražene brade, širokom kutnjacima, izraženim očnim arkadama, zadebljanim kostima lubanje i moždanom volumenu srednje veličine.

## Status zasebne vrste
Iako anatomske karakteristike ljudi iz Crvenojelenje špilje su isprva navodile na zaključak da se radi o novoj, do tada neotkrivenoj, vrsti prapovijesnih ljudi, znanstvenici koji su otkrili ove ostatke protivili su se pokušaju da ih se klasificira kao zasebnu vrstu. Chris Stringer iz Natural History Museuma u Londonu je predložio da je ova populacija vjerojatno rezultat križanja modernih ljudi i Denisovskog čovjeka, dok su drugi znanstvenici ostali skeptični po pitanju klasifikacije ovih ostataka kao nove vrste, objašnjavajući da su njihove jedinstvene anatomske karakteristike još uvijek unutar očekivanih varijacija u modernoj ljudskoj populaciji.
Pokušaji izolacije DNK su do 2022. bili bezuspješni. Analiza iz 2022. je pokazala da oni pripadaju modernim ljudima, te da su u najbližem srodstvu s današnjim narodima Istočne Azije.

## Vanjske poveznice
- "Defining ‘human’ – new fossils provide more questions than answers" (članak Darrena Curnoea u The Conversation, 15. ožujka 2012.)